# Paddel und Pedal

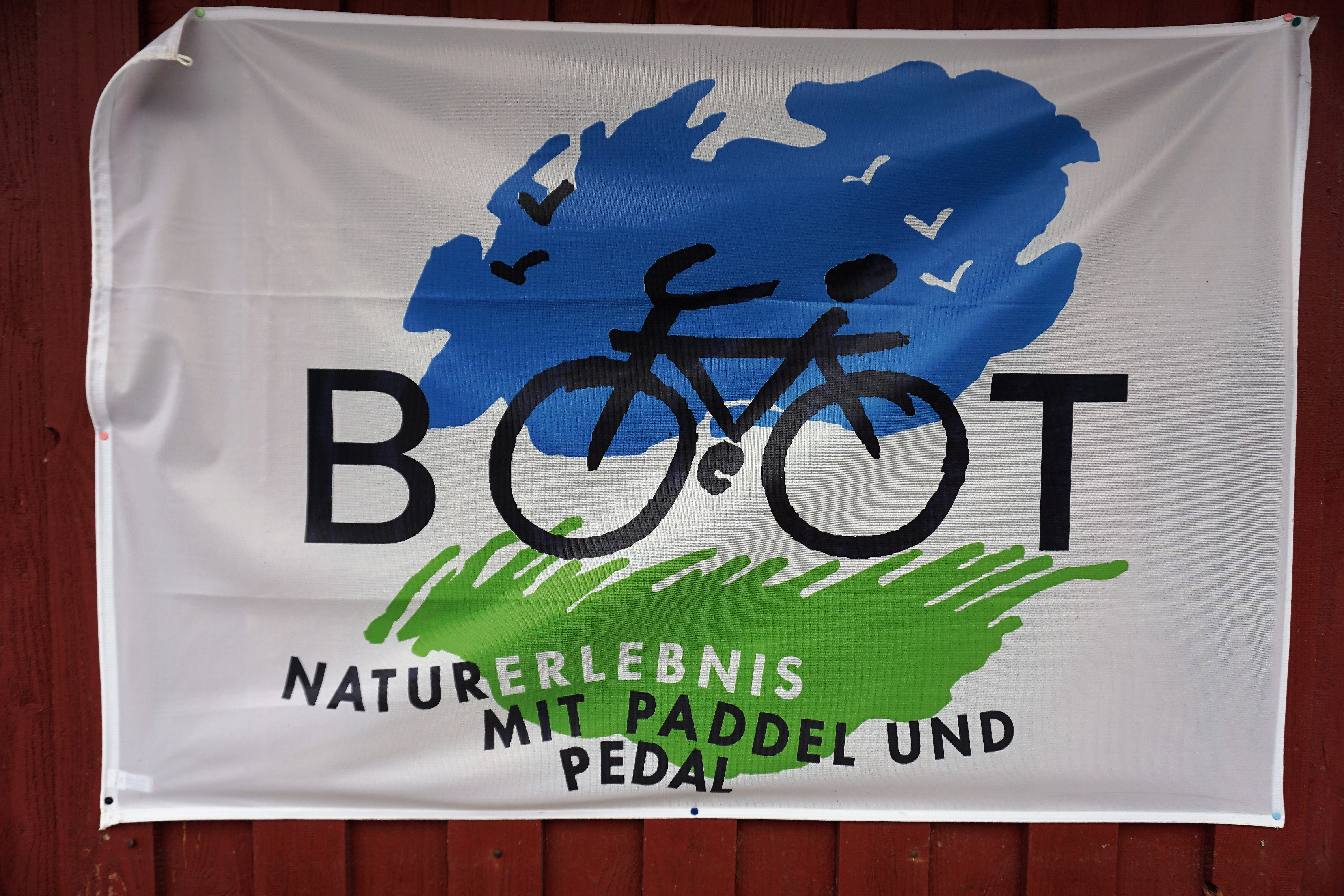
Flagge mit dem Logo von Paddel und Pedal

Paddel und Pedal ist ein touristisches Angebot in Ostfriesland. Es verbindet Kanuwandern (Paddel) mit Fahrradtourismus (Pedal).
Eine Besonderheit im südlichen Ostfriesland sind die durch Moorkolonisierung entstandenen Fehnlandschaften mit ihren typischen Tiefs und Kanälen, den so genannten Wieken. Auf diesen wurde einst der Torf in die Städte transportiert und auf dem Rückweg benötigte Waren für die Fehnsiedlung. Ab den 1990er Jahren wurde die vorhandene Infrastruktur touristisch erschlossen und zu einem Tourennetz ausgebaut.
Das Angebot besteht aus mehreren Stationen, an denen Kanus, Kanadier und Fahrräder für Tagesausflüge und Rundtouren gemietet werden können. Rund 270 Kilometer Wasserwege sind ausgeschildert. Die Schilder zeigen den Abfahrtsort, den Zielort und den nächsten Pausenanleger mit Entfernung und Zeitdauer an. Alle Schilder tragen eine Orientierungsnummer, die der Wasserwanderer im Routenführer und auf der Streckenkarte wiederfindet. Für die Radfahrer ist eine knotenpunktbezogene Wegweisung eingerichtet. Zwischen den Stationen kann man eine Strecke auf dem Wasser und die andere mit dem Fahrrad zurücklegen.
Eine Variante dieses Konzepts gibt es auf der Ilmenau.

## Paddel- und Pedalstationen
Zurzeit gibt es 18 Stationen im Saisonbetrieb:
| Station         | Gewässer                     |
| --------------- | ---------------------------- |
| Aurich          | Ems-Jade-Kanal               |
| Augustfehn      | Aper Tief                    |
| Barßel          | Soeste                       |
| Bedekaspel      | Großes Meer, Knockster Tief  |
| Ditzum          | Ditzum-Bunder-Sieltief       |
| Ditzumerverlaat | Ditzum-Bunder-Sieltief       |
| Emden           | Treckfahrtstief              |
| Friedeburg      | Ems-Jade-Kanal               |
| Hage            | Norder Tief                  |
| Loga            | Leda                         |
| Papenburg       | Hauptkanal                   |
| Rhauderfehn     | Hauptfehnkanal               |
| Rorichum        | Rorichumer Tief              |
| Sande           | Ems-Jade-Kanal               |
| Stickhausen     | Jümme                        |
| Strücklingen    | Sagter Ems                   |
| Timmel          | Timmeler Meer, Fehntjer Tief |
| Weener          | Ems                          |

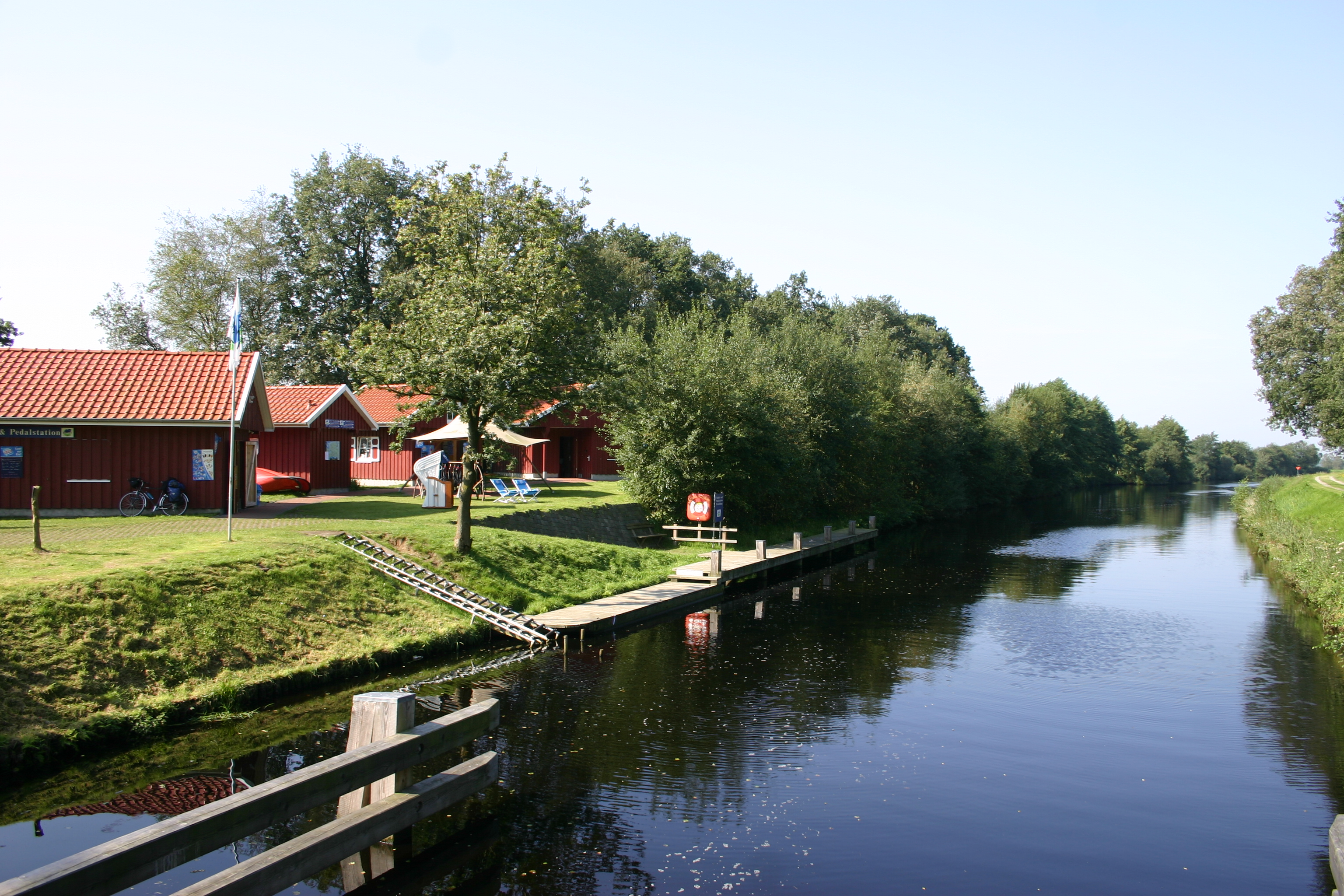
Paddel- und Pedalstation Friedeburg
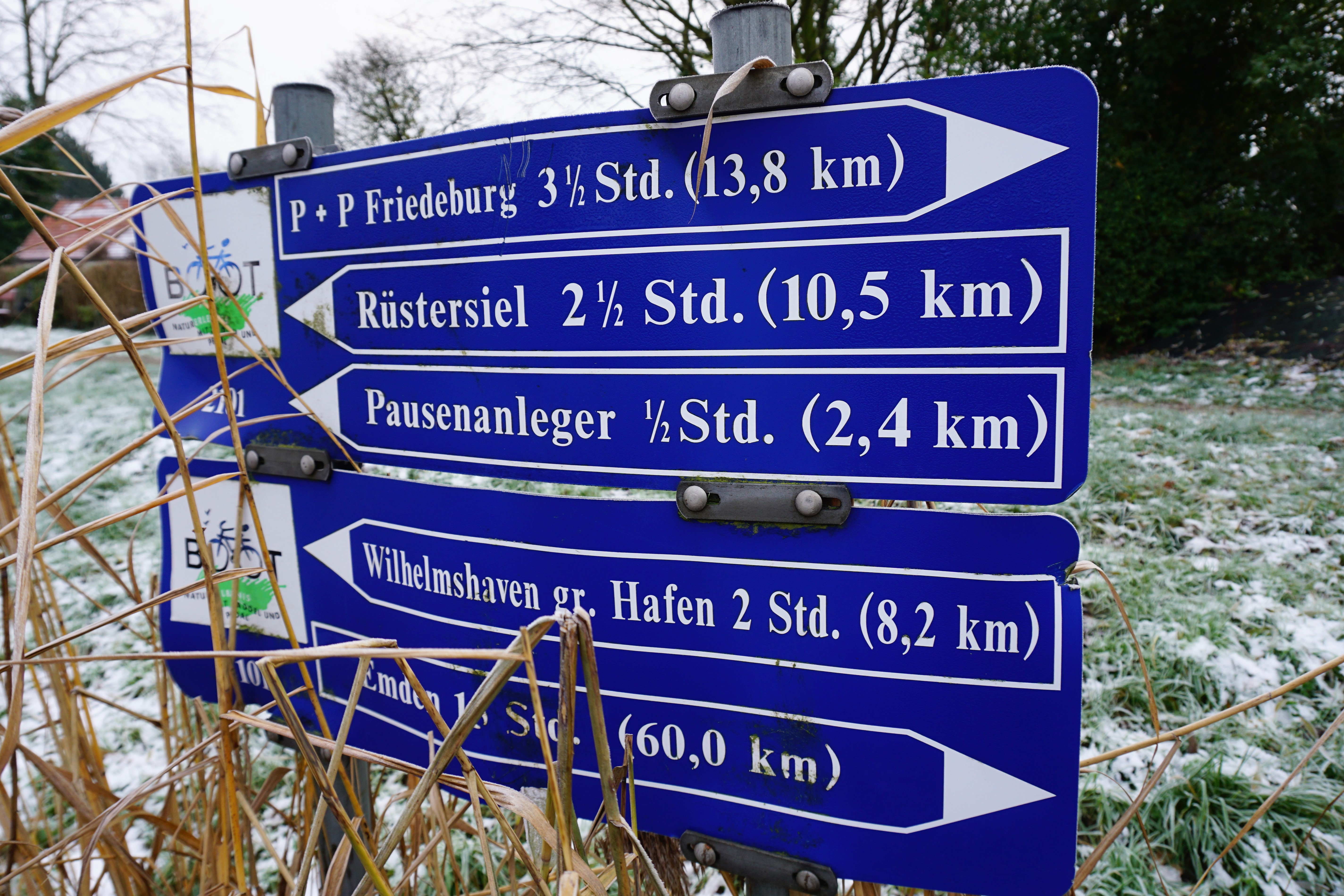
Bootswegweiser mit Zeit- und Entfernungsangaben am Ufer des Ems-Jade-Kanals
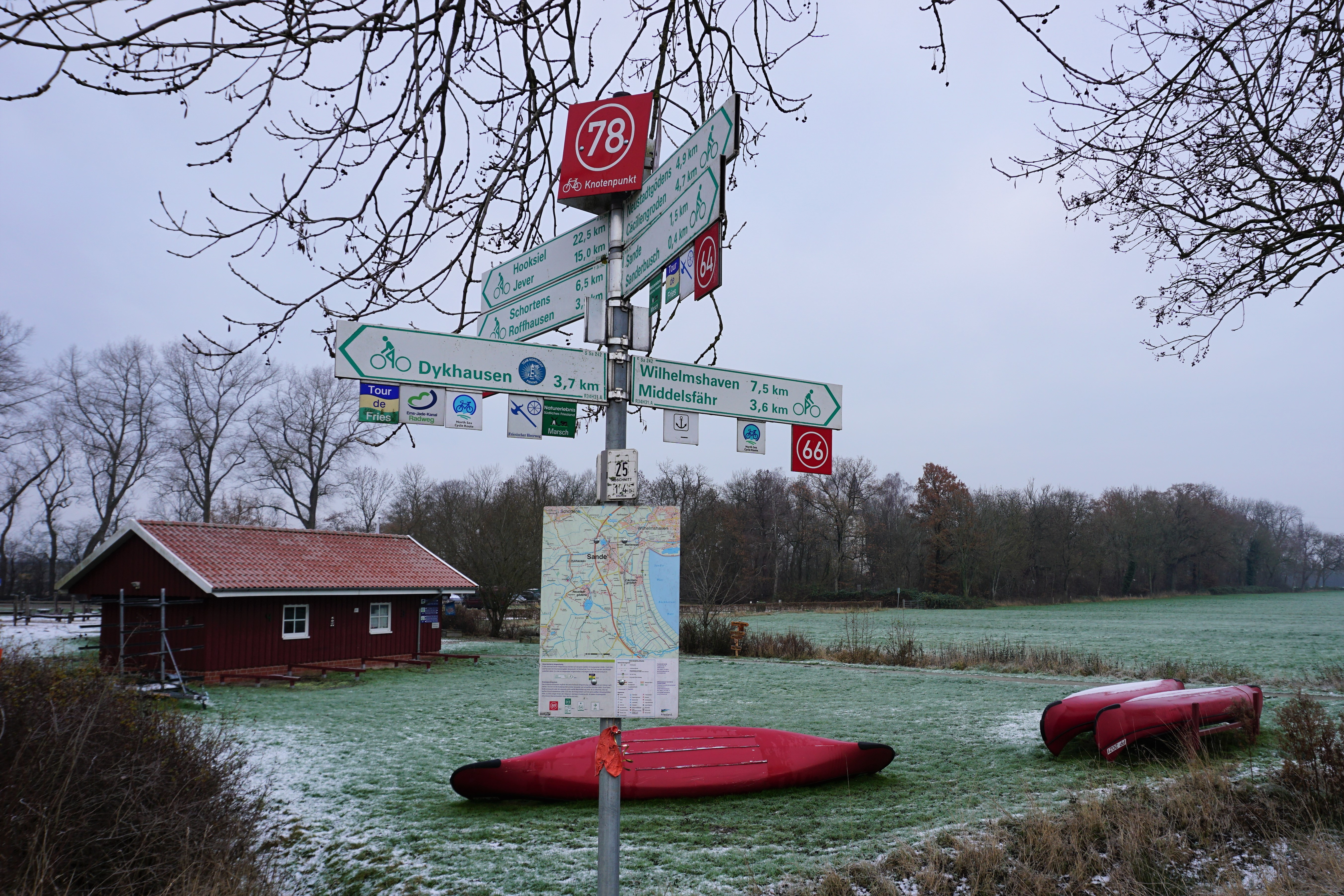
Knotenpunktbezogene Fahrradwegweisung an der Paddel- und Pedalstation Sande